# 小行星2125
小行星2125（2125 Karl-Ontjes）是一颗围绕太阳公转的小行星。1960年9月24日，C. J. 万·豪敦、I. 万·豪敦-格勒内费尔德、T. 赫雷爾斯在帕洛马山发现了此天体。
該小行星以德國物理學家，豪敦-格勒内费尔德的弟弟卡爾-昂傑斯·格勒內費爾德（Karl-Ontjes Groeneveld）命名。
这颗小行星的绝对星等为17.44461856273958等。